# Tipo 052C
El destructor Tipo 052C (denominación OTAN/OSD Luyang II) es una clase de destructores de misiles guiados de la Fuerza de Superficie de la Armada del Ejército Popular de Liberación de China (PLAN). El Tipo 052C introdujo en el servicio PLAN tanto un radar fijo de barrido electrónico activo (AESA) como misiles tierra-aire lanzados verticalmente, convirtiéndolo en el primer buque de guerra chino con capacidad de defensa aérea de área.

## Buques de la serie
| Número | Nombre           | Astillero         | Botado                | Alta                | Flota                  | Estado |
| ------ | ---------------- | ----------------- | --------------------- | ------------------- | ---------------------- | ------ |
| 170    | 兰州 / Lanzhou   | Jiangnan Shipyard | 29 de abril de 2003   | 18 de julio de 2004 | Flota del Mar del Sur  | Activo |
| 171    | 海口 / Haikou    | Jiangnan Shipyard | 30 de octubre de 2003 | 20 de julio de 2005 | Flota del Mar del Sur  | Activo |
| 150    | 长春 / Changchun |                   |                       | 31 de enero de 2013 | Flota del Mar del Este | Activo |
| 151    | 郑州 / Zhengzhou |                   |                       |                     |                        | Activo |
| 152    | 济南 / Jinan     |                   |                       |                     |                        | Activo |
| 153    | 西安 / Xi'an     |                   |                       |                     |                        | Activo |